# Koprivna (żupania osijecko-barańska)
Koprivna – wieś w Chorwacji, w żupanii osijecko-barańskiej, w gminie Šodolovci. W 2011 roku liczyła 113 mieszkańców.